# Charmes (Wogezy)
Charmes – miejscowość i gmina we Francji, w regionie Grand Est, w departamencie Wogezy.
Według danych na rok 1990 gminę zamieszkiwało 4721 osób, a gęstość zaludnienia wynosiła 201 osób/km² (wśród 2335 gmin Lotaryngii Charmes plasuje się na 93. miejscu pod względem liczby ludności, natomiast pod względem powierzchni na miejscu 123.).

## Współpraca
Miejscowość partnerska:
- Bertrix, Belgia